# Il caimano
Il caimano è un film del 2006 diretto da Nanni Moretti.

## Trama
Un produttore cinematografico di film di serie B, Bruno Bonomo, che negli anni settanta si dedicava al cinema trash con la moglie, attraversa un momento difficile, sia professionalmente sia umanamente; la sua casa produttrice è sull'orlo del fallimento ed il suo matrimonio sta andando in pezzi. La sua unica ancora di salvezza sembra essere il copione di una giovane regista, Teresa, che vorrebbe girare un film, intitolato Il caimano, che racconti la vita di Silvio Berlusconi.
La storia del film da girare si sviluppa contemporaneamente a quella personale e affettiva del produttore. Se da un lato la produzione del film incontra notevoli problemi, dovuti essenzialmente alla ritrosia degli addetti ai lavori a occuparsi di un tema così "scottante" come l'ascesa di Berlusconi, tra cui la defezione dell'attore Marco Pulici che doveva interpretare il Caimano, dall'altro anche il rapporto tra i coniugi Bonomo si deteriora sempre più fino alla separazione.
Nonostante tutto Bonomo decide di realizzare comunque il film, impegnandosi finanziariamente con tutto ciò che possiede; purtroppo si riesce a girare solo l'ultima scena, che forse più di tutte le altre fa capire il vero senso della pellicola. Silvio Berlusconi entra nell'aula di tribunale per presenziare alla lettura della sentenza del processo, presumibilmente il processo SME. È solo, non è più potente e nessuno dei suoi alleati gli sta vicino: viene condannato a 7 anni.
Ciononostante, egli esce dal Palazzo di giustizia ammonendo i giudici a temere la reazione del popolo, che non avrebbe permesso la condanna persecutoria di un suo eletto e, dopo aver rilasciato dichiarazioni ai giornalisti, un gruppo di persone viene ad acclamarlo mentre sta entrando nella sua macchina. All'uscita dei giudici, invece, gli stessi che avevano festeggiato il condannato incominciano a tirar loro di tutto, comprese delle bombe Molotov. L'immagine noir di Berlusconi-Moretti che esce di scena chiude il film, con i bagliori della rivolta popolare sullo sfondo.

## Collaborazioni
- Franco Piersanti torna a collaborare con Moretti per la colonna sonora dopo 23 anni da Bianca.
- Al film prendono parte vari registi e sceneggiatori in piccoli camei (oltre allo stesso Moretti): in ordine Paolo Virzì, Paolo Sorrentino, Giuliano Montaldo, Antonello Grimaldi, Carlo Mazzacurati, Renato De Maria, Matteo Garrone e lo sceneggiatore Stefano Rulli. Sorrentino  12 anni dopo dirigerà a sua volta un film sulla storia di Berlusconi, Loro, interpretato da Toni Servillo.
- Il film si avvalse anche della partecipazione del Nuovo Coro Lirico Sinfonico Romano[1], il quale eseguì Dixit Dominus di Georg Friedrich Händel.

## Citazioni
- Nel film appaiono alcune scene de La città incantata di Hayao Miyazaki, premio Oscar come miglior film d'animazione (nel 2003).

## Distribuzione
Il film è uscito nelle sale italiane il 24 marzo 2006 ed è stato poi inserito nella selezione di concorso al Festival di Cannes.. Il film è stato trasmesso per la prima volta su Sky Cinema Mania il 27 aprile 2007. Era originariamente previsto per il 25 aprile, ma è stato rimosso dal palinsesto per la coincidenza delle elezioni amministrative in Italia del 2007.
Le scene finali del film, che dovevano essere mostrate il 9 febbraio 2011 durante il programma Parla con me condotto da Serena Dandini su Rai 3, sono state oggetto di contestazione da parte della direzione generale della Rai e non sono andate in onda. Il 30 aprile il regista, ospite su LA7 nella trasmissione In onda, afferma che «Dopo che il film è uscito, è stato acquistato dalla Rai per un milione e mezzo di euro per cinque passaggi in altrettanti anni. Sono già passati tre anni e un mese e ancora non è stato trasmesso». Il film è stato trasmesso il 19 giugno 2011 su Rai 3, registrando un ascolto di 2.766.000 spettatori con il 12.97% di share..

## Reazioni
Già prima dell'uscita nelle sale si è scatenata una bagarre di commenti sul film; molti politici italiani sono arrivati a chiederne la posticipazione rispetto alle elezioni politiche del 9 e 10 aprile 2006 in quanto il film avrebbe "influenzato" l'elettorato. Il regista ha sempre evidenziato come questo non fosse un film politico, bensì la storia di una coppia, in cui la tematica politica fa da cornice. Inoltre, più che parlare di Berlusconi, egli parla soprattutto del berlusconismo (o meglio dell'antiberlusconismo), dei vizi degli italiani e di come l'avvento di Berlusconi abbia cambiato le abitudini della gente, il suo consumismo.
Il 1º aprile 2006 il partito dei Riformatori Liberali annunciò provocatoriamente di voler cambiare il proprio simbolo dal salmone controcorrente proprio al caimano, in polemica con il film critico nei confronti di Berlusconi.
Berlusconi, all'inizio di un comizio a Napoli, ha affermato ironicamente: "Ieri sera abbiamo avuto il piacere di avere sulla Rai un ottimo regista italiano che ha raccontato una fiaba e mi ha dato un soprannome che mi mancava: signori, io sono il caimano".

## Incassi
Il caimano si classificò al 20º posto tra i primi 100 film di maggior incasso della stagione cinematografica italiana 2005-2006.

## Riconoscimenti
- 2006 - David di Donatello
  - Miglior film a Nanni Moretti e Angelo Barbagallo
  - Miglior regia a Nanni Moretti
  - Migliore produttore a Nanni Moretti e Angelo Barbagallo
  - Miglior attore protagonista a Silvio Orlando
  - Migliore colonna sonora a Franco Piersanti
  - Migliore sonoro ad Alessandro Zanon
  - Nomination Migliore sceneggiatura a Nanni Moretti, Francesco Piccolo e Federica Pontremoli
  - Nomination Migliore attrice protagonista a Margherita Buy
  - Nomination Migliore attrice non protagonista a Jasmine Trinca
  - Nomination Migliore attore non protagonista a Nanni Moretti
  - Nomination Migliore fotografia ad Arnaldo Catinari
  - Nomination Migliore scenografia a Giancarlo Basili
  - Nomination Migliori costumi a Lina Nerli Taviani
  - Nomination Premio Film Commission Torino Piemonte a Nanni Moretti
- 2007 - Nastro d'argento
  - Migliore produttore ad Angelo Barbagallo e Nanni Moretti (Sacher Film)
  - Migliore attore protagonista a Silvio Orlando
  - Migliore attrice protagonista a Margherita Buy
  - Nomination Regista del miglior film a Nanni Moretti
  - Nomination Migliore fotografia ad Arnaldo Catinari
  - Nomination Migliore scenografia a Giancarlo Basili
  - Nomination Migliore sonoro in presa diretta ad Alessandro Zanon
- 2006 - Ciak d'oro
  - Miglior film a Nanni Moretti e Angelo Barbagallo[11]
  - Miglior regia a Nanni Moretti[11]
  - Miglior attore protagonista a Silvio Orlando[11]
  - Miglior attrice protagonista a Margherita Buy[11]
  - Miglior sceneggiatura a Federica Pontremoli, Francesco Piccolo e Nanni Moretti[11]
  - Miglior produttore ad Angelo Barbagallo e Nanni Moretti[11]
  - Miglior montaggio ad Esmeralda Calabria[11]
  - Miglior colonna sonora a Franco Piersanti[11]
  - Miglior manifesto[11]
  - Nomination Miglior attore non protagonista a Nanni Moretti
  - Nomination Miglior attore non protagonista a Michele Placido
  - Nomination Miglior attrice non protagonista a Jasmine Trinca
  - Nomination Miglior sonoro in presa diretta a Alessandro Zanon
- 2006 - Globo d'oro
  - Nomination Miglior film
  - Nomination Miglior regista a Nanni Moretti
  - Nomination Miglior attore a Silvio Orlando
- 2006 - European Film Awards
  - Nomination Migliore attore a Silvio Orlando
- 2006 - Festival di Cannes 
  - Premio della città di Roma a Nanni Moretti
  - Nomination Palma d'oro a Nanni Moretti